# Pedro José Triest

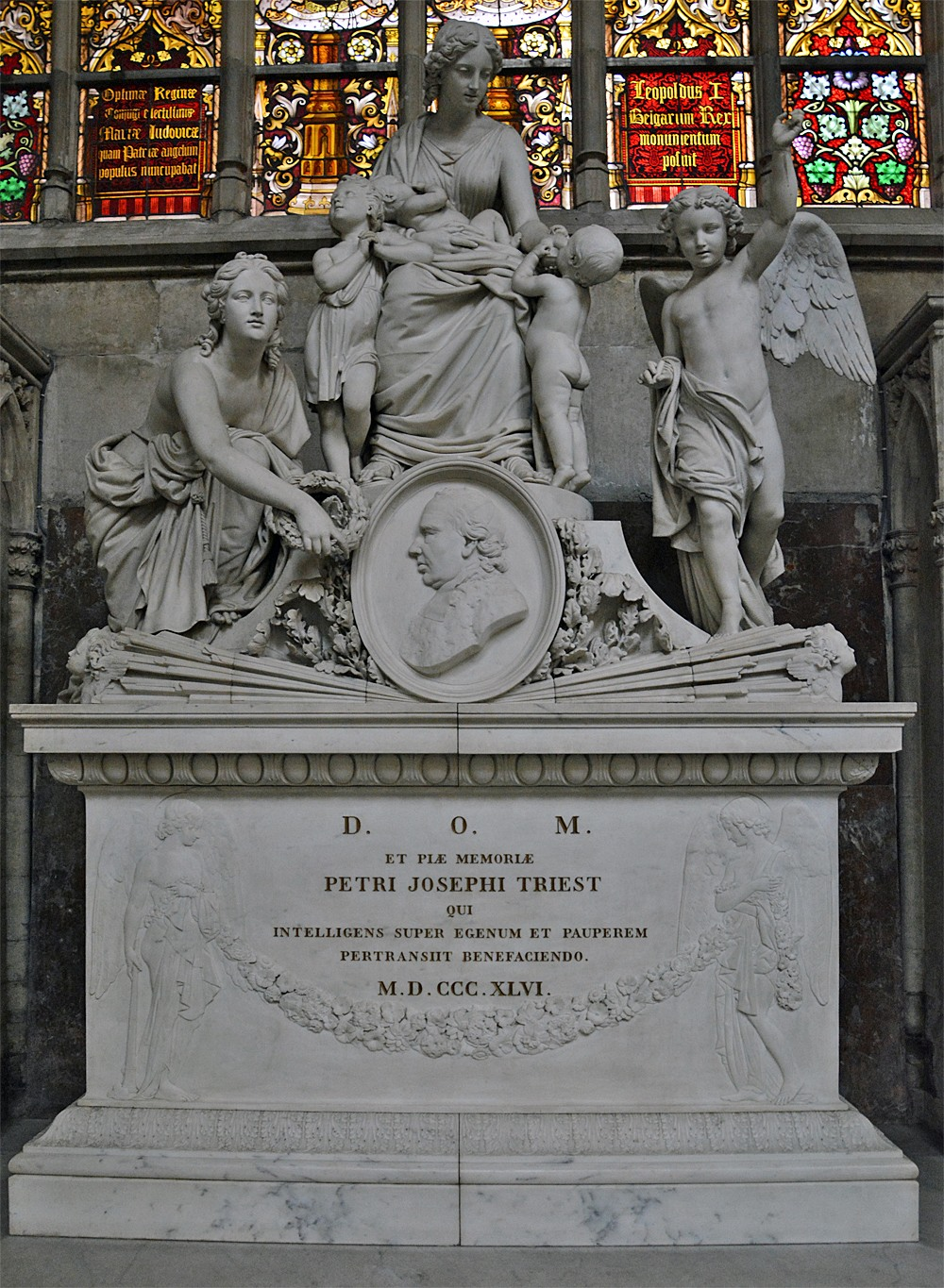
Monumento a la memoria de Triest en la Catedral de San Miguel y Santa Gúdula de Bruselas.

Pedro José Triest (Bruselas, 31 de agosto de 1760 – Gante, 24 de junio de 1836) fue un canónigo belga, conocido como el Vicente de Paúl belga. Fundó varias instituciones para el cuidado de los pobres y comunidades religiosas como las Hermanas de la Caridad de Jesús y María (1803), los Hermanos de la Caridad (1807), los Hermanos de San Juan de Dios (1825) y las Hermanas de la Infancia de Jesús (1835).

## Biografía
Después de la Revolución francesa, durante la cual había vivido en la durante cinco años en Ronse como sacerdote, Triest fue la primera persona que promovió varias iniciativas en la región de Gante. Aquellas iniciativas van a comprometer plenamente a la Iglesia una vez más, e incluso ejercer un liderazgo eclesial en el cuidado de los pobres y de los enfermos. Ya en 1800, Triest inaugura en Ronse un taller para huérfanos. Tres años después, siendo párroco de Lovendegem, funda con un grupo de mujeres una congregación para el cuidado de los pobres, de los enfermos y para la educación de los niños. Es su intención incorporar a esta iniciativa local a las Hijas de la Caridad de san Vicente de Paúl, quienes finalmente no aceptan. El obispo, Mons Fallot de Beaumont, decide reconocer esta congregación bajo el nombre de las Hermanas de la Caridad de Jesús y María. En la regla que escribe para ellos, Triest establece un equilibrio entre la contemplación de san Bernardo y el compromiso caritativo activo de san Vicente de Paúl. 
Notado por su dedicación, es llamado a la diócesis de Gante, junto con sus hermanas, para asumir el cuidado de los enfermos incurables en la vieja abadía de Ter Haegen. El 26 de diciembre de 1806, se le designa oficialmente como Superior general de las Hermanas, y se le otorga el título honorario de Canónigo de la Catedral de San Bavón el 14 de enero de 1807.
El 11 de julio de 1807 asume como encargado del Hospital Civil de la abadía de La Byloke. Menos de una semana más tarde, es nombrado miembro del "Comité de Orden y Economía ", a fin de supervisar mejor la gestión de las diferentes instituciones de caridad de la ciudad. El 17 de octubre de 1807, se le designa como miembro de la Comisión de los Hospicios Civiles de Gante y del Comité de Socorro a los pobres. Finalmente, el 12 de diciembre del mismo año, es nombrado administrador de los "Pequeños Hospicios" y los expósitos y niños abandonados. Por lo tanto, Triest ocupa un puesto en la estructura de la coordinación y la gestión de los servicios para los pobres y enfermos de la ciudad de Gante. Ocupará esas funciones por unos 30 años.
En ese mismo año, el 28 de diciembre de 1807, inicia una segunda congregación con unos cuantos hombres jóvenes, en La Byloke, donde el cuidado a los ancianos dejaba mucho que desear. Esos jóvenes serán conocidos como los Hermanos Hospitalarios de San Vicente y más tarde como los Hermanos de la Caridad. Serán reconocidos como comunidad religiosa el 26 de noviembre de 1811. Con ellos, Triest se hará cargo en 1815 del cuidado de los enfermos mentales en el Castillo de Gérard-le-Diable. Al hacerlo, llamará la atención pública sobre la condición de los enfermos mentales.
Triest y sus congregaciones también se preocuparán de la educación de las personas con discapacidades. En 1815, las Hermanas de la Caridad abrirán su primera escuela; y los Hermanos de la Caridad seguirán su ejemplo un año después la Byloke. En 1820, se iniciarán proyectos de una escuela para niñas sordas y, en 1825, para niños sordos. Para los cuidados a domicilio, Triest fundará una tercera congregación en 1825: los Hermanos de San Juan de Dios. Un año antes de su muerte, en 1835, fundará una cuarta congregación: las Hermanas de la Infancia de Jesús para la ayuda y el cuidado de los niños expósitos y abandonados.
Falleció en Gante el 24 de junio de 1836. Durante el estudio de su eventual beatificación ha sido nombrado Siervo de Dios en 2001 y Venerable el 14 de abril de 2025.